# Dieter Quaas
Dieter Quaas (* 23. April 1950 in Anklam) ist ein ehemaliger deutscher Politiker (DBD, CDU). Er war 1990/91 Abgeordneter des Landtags Mecklenburg-Vorpommern.

## Leben
Dieter Quaas besuchte 1956 bis 1966 die POS und machte 1966 bis 1969 eine Berufsausbildung mit Abitur (FA Rinderzucht). 1969 bis 1973 studierte er an der Humboldt-Universität in Ostberlin und schloss das Studium als Diplom-Agraringenieur ab. 1973 bis 1974 war er Produktionsleiter in der Jungviehaufzuchtsanlage Zarnekow, Kreis Demmin. 1974 bis 1984 war er Ökonom bei der LPG (P) Kandelin, Kreis Grimmen und ab Februar 1984 Vorsitzender der LPG (T) Griebenow, Kreis Grimmen.
Er arbeitete seit 1980 an der Humboldt-Universität und im VVB Tierzucht. Er war staatlich anerkannter Tierzuchtleiter Pferdezucht. 1981 leistete er drei Monate Reservistendienst bei der NVA. Seit 1974 gehörte er dem DTSB an. Seit 1984 war er Mitglied des VdgB, seit 1982 Zuchtaktivvorsitzender Pferdezucht – Deckstation Griebenow. Seit 1990 war er Vorsitzender des Pferdezuchtvereins Voigtsdorf/Griebenow und seit Juni 1990 Vorstandsmitglied im Pferdezüchter Mecklenburg-Vorpommern e.V.
Dieter Quaas ist verheiratet und hat zwei Kinder.

## Politik
1971 trat er der DBD bei. 1985 bis 1990 war er dort Kreisvorsitzender im Kreis Grimmen. Mit der Fusion von DBD und CDU wurde er CDU-Mitglied. In der CDU war er ab August 1990 Mitglied des Kreisvorstandes und ab September 1990 des Landesvorstandes.
Bei der Landtagswahl in Mecklenburg-Vorpommern 1990 wurde er im Wahlkreis 20 Grimmen/Stralsund II mit 56,8 % der Stimmen in den Landtag Mecklenburg-Vorpommern gewählt. Am 31. Mai 1991 erklärte er nach Überprüfung der Landtagsabgeordneten durch die Gauck-Behörde seinen Mandatsverzicht. Er hatte als junger Mann während seines Studienpraktikums eine Bereitschaftserklärung zur Zusammenarbeit mit dem Ministerium für Staatssicherheit (MfS) unterschrieben. Nach seinem Umzug in einen anderen Kreis entzog er sich der Mitarbeit. In den Akten fand die Gauck-Behörde den Vermerk „Als informeller Mitarbeiter nicht länger geeignet“. Georg Nolte rückte für ihn in den Landtag nach.